# Los Molinos (Californie)
Pour les articles homonymes, voir Los Molinos.
Los Molinos est une census-designated place (CDP) dans le comté de Tehama en Californie, aux États-Unis.

## Démographie
| 2000  | 2010  | - | - | - | - |
| ----- | ----- | - | - | - | - |
| 1 952 | 2 037 | - | - | - | - |